# A100-as autópálya (Németország)
Az A100-as autópálya (németül: Bundesautobahn 100) egy autópálya Németországban. Hossza 21 km.